# Spar- und Bauverein

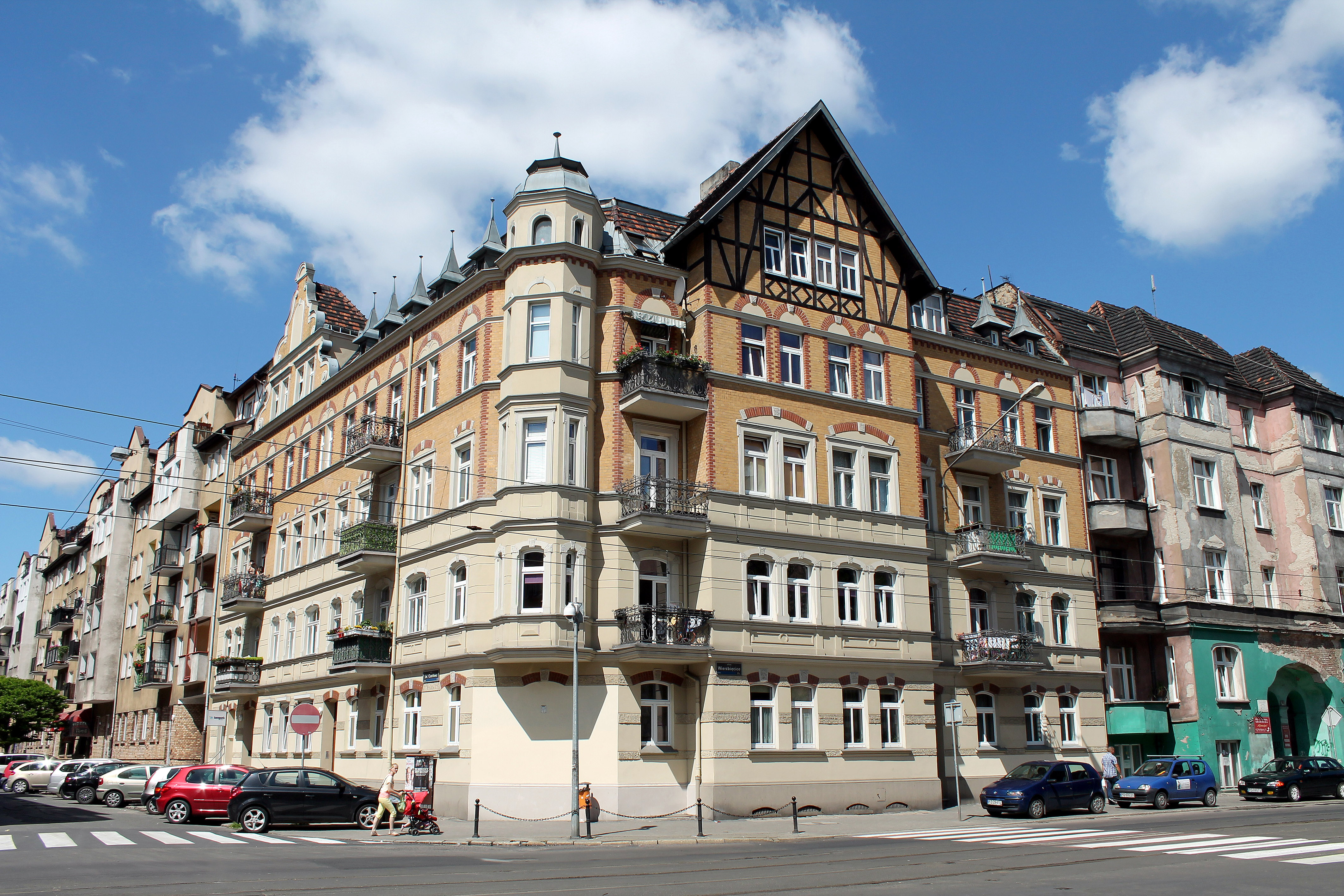
Kamienica przy ul. Wierzbięcice 21

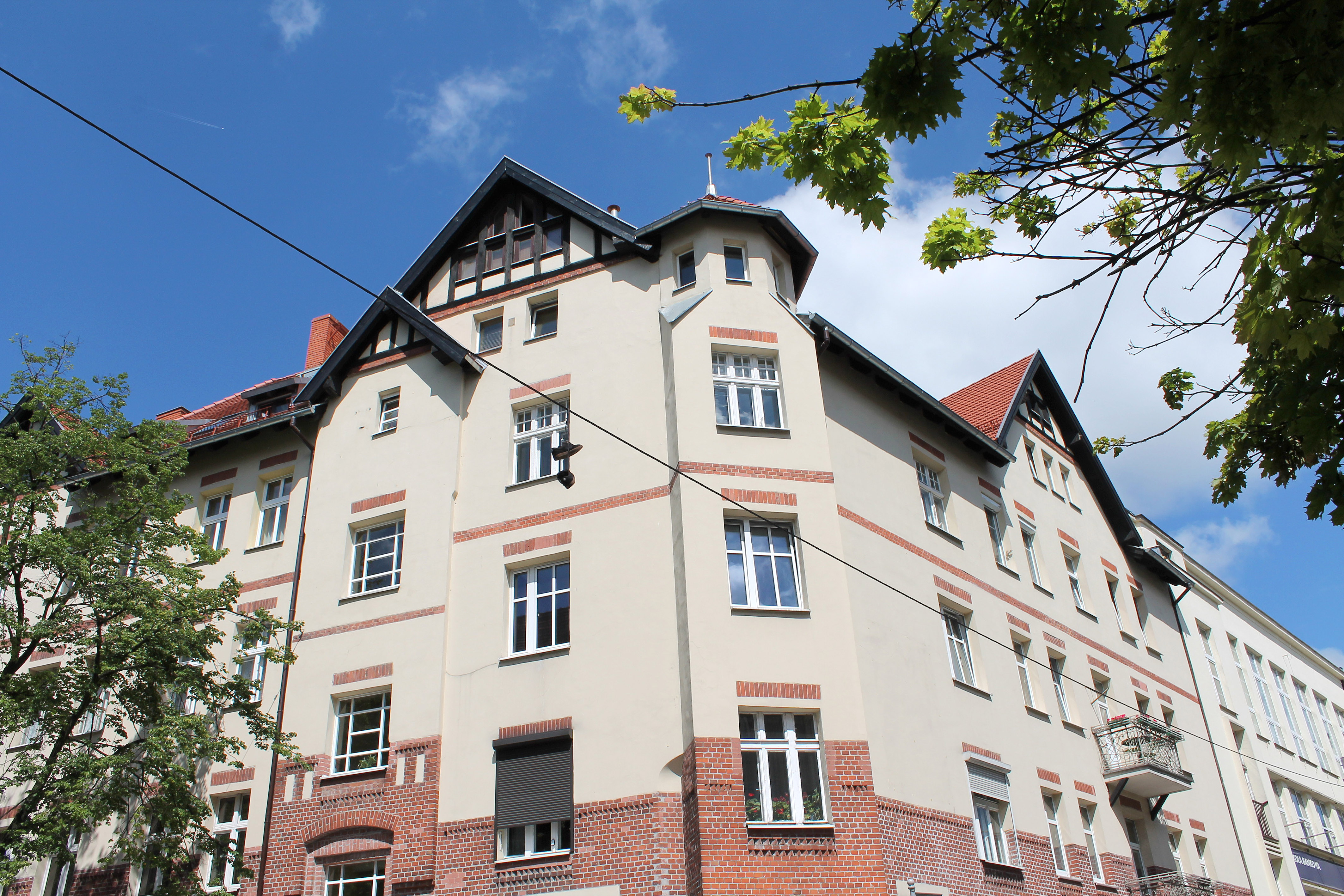
Kamienica przy ul. Różanej na rogu św. Czesława

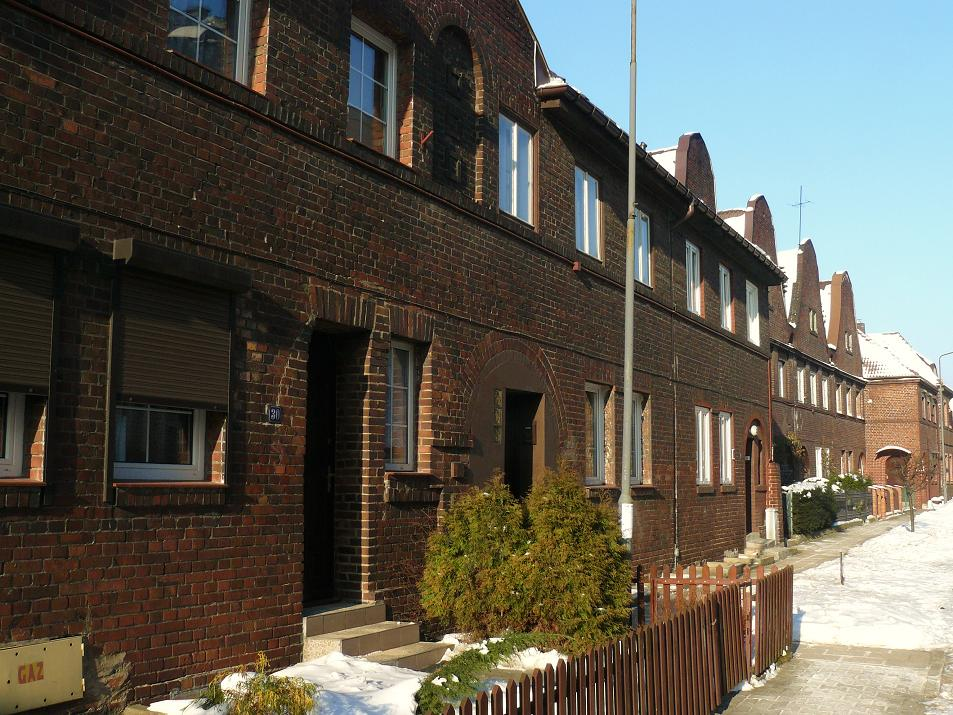
Kolonia robotników kolejowych na Wildzie

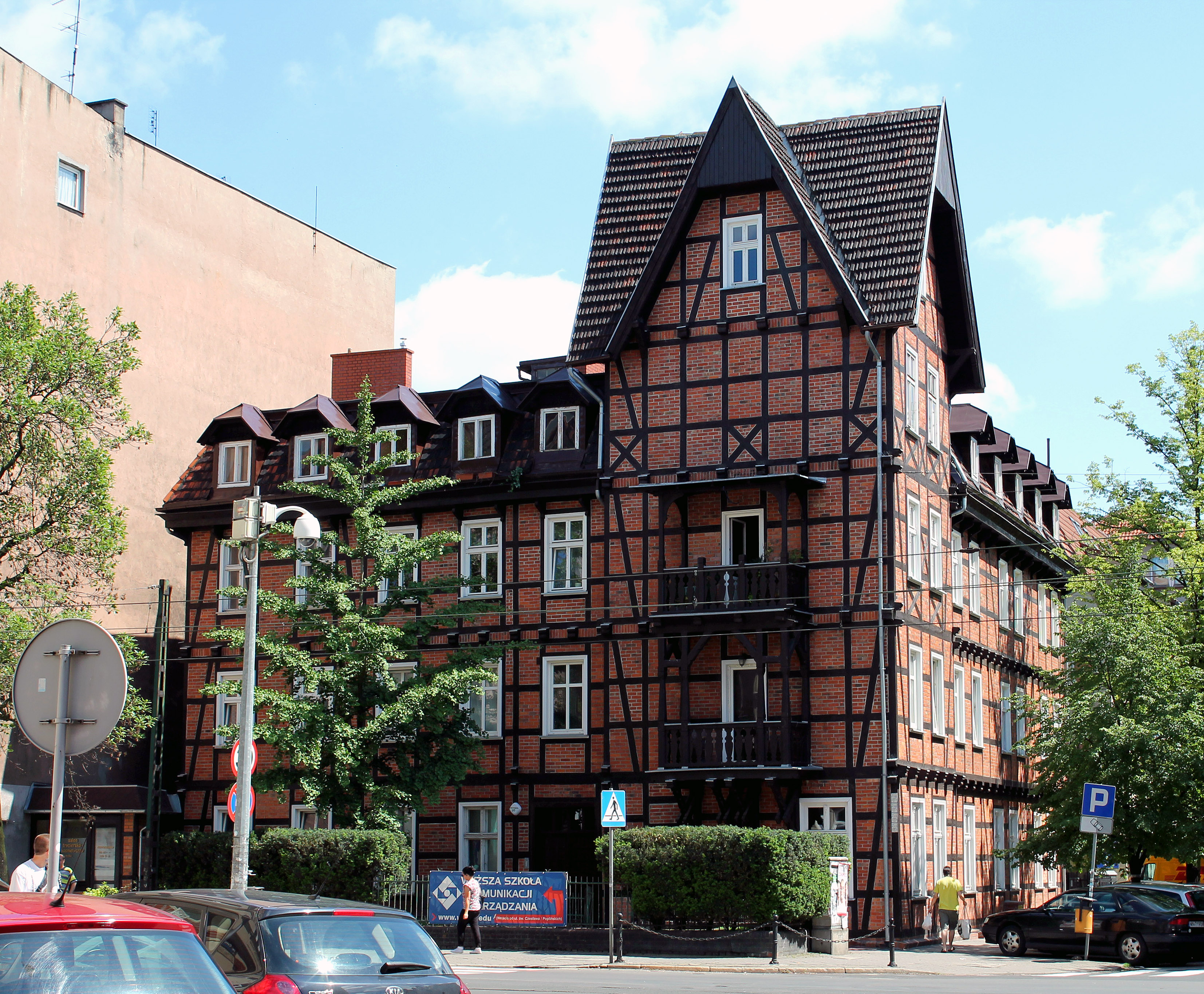
Budynek Spar- und Bauverein w Poznaniu

Spar- und Bauverein (pol.: Towarzystwo Oszczędzania i Budowania) – pierwsza w Poznaniu spółdzielnia mieszkaniowa, założona w 1893, celem obniżenia kosztów posiadania własnych mieszkań przez rozwijającą się dynamicznie w tamtym okresie klasę robotniczą i urzędników miasta. Związana przede wszystkim z poznańską Wildą.

## Początki
Spółdzielnia, po założeniu, zrzeszała głównie pracowników kolejowych, przede wszystkim narodowości niemieckiej. W czerwcu 1893 Spółdzielnia podjęła działania, mające na celu zabudowę świeżo wówczas wytyczonej ulicy św. Czesława na Wildzie. W 1894 gotowe były pierwsze domy dla pracowników pobliskich warsztatów kolejowych. Były to jednocześnie pierwsze w Poznaniu budynki spółdzielcze. Obiekty te były dwupiętrowe, w konstrukcji szachulcowej, ze stajniami i osobnym zapleczem sanitarnym (w mieszkaniach były tylko izby i kuchnie). Dotąd zachował się tylko jeden z ośmiu domów tego osiedla.

## Rozwój
Spółdzielnia i jej realizacje stopniowo ewoluowały i dojrzewały – oddawane budynki stawały się coraz lepiej wyposażone, wyższe i o bogatszym detalu architektonicznym. Z Towarzystwem związany był silnie architekt poznański Joseph Leimbach.
W 1913 rozpoczęto realizację dużego założenia – osiedla dla robotników kolejowych przy ówczesnej drodze mosińskiej (Kronprinzstrasse, obecnie ul. 28 Czerwca 1956) róg ul. Wspólnej (Dębiec). Osiedle miało się rozwinąć aż do ul. Rolnej na wschodzie, jednak z powodu wybuchu I wojny światowej prace zostały wstrzymane. Wybudowano jeden duży dom wzdłuż drogi i kolonię domków ceglanych z ogródkami na jego tyłach. Do 1916 (według innych źródeł do 1918) zabudowano teren do ul. Hutniczej. Po 1918 prawnym spadkobiercą S-uBV stała się Spółdzielnia Mieszkaniowa Pracowników PKP, która kontynuowała dzieło zabudowy tego rejonu, jednak w zupełnie innym stylu.

## Najważniejsze realizacje
- osiedle przy ul. św. Czesława/Wierzbięcicach – łącznie 8 domów (1894–1897)
- kamienica ze sklepem przy ul. św. Czesława/Różanej (1904)
- kamienica przy ul. Wierzbięcice 21, proj. Joseph Leimbach (1907) – według Marcina Libickiego obiekt zdradzający tendencje modernistyczne, o stosunkowo ograniczonym programie dekoracyjnym (w kontekście wybujałych formalnie kamienic, jakie realizowano w tamtych latach na Wildzie)
- kolonia kolejarska przy ul. 28 Czerwca 1956 248/261 (1913–1916).